# Neil Gourley
Neil Gourley (Glasgow, 7 februari 1995) is een Schotse middellangeafstandsloper, gespecialiseerd in de 1500 m. Hij vertegenwoordigt het Verenigd Koninkrijk in internationale wedstrijden.

## Levensloop
Gourley begon zijn atletiekcarrière bij Giffnock North Athletics Club in Glasgow. In zijn jeugd beoefende hij ook rugby en voetbal. In 2014 verhuisde hij naar de Verenigde Staten om werktuigbouwkunde te studeren aan de Virginia Tech, waar hij uitkwam voor de Virginia Tech Hokies. Tijdens zijn universitaire loopbaan behaalde hij diverse successen, waaronder een NCAA-titel in de afstandsmedleyestafette in 2018, waarin hij de slotloper was. 
Op internationaal niveau behaalde Gourley zijn eerste grote succes in 2015 met een bronzen medaille op de 1500 meter bij de Europese kampioenschappen onder 23 jaar. In 2019 kwalificeerde hij zich voor de finale van de 1500 meter op de Europese indoorkampioenschappen in zijn geboortestad Glasgow, maar moest zich terugtrekken vanwege ziekte.
In februari 2023 vestigde Gourley een Brits indoorrecord op de 1500 meter met een tijd van 3.32,48 tijdens de World Indoor Tour Finale in Birmingham. Eerder die maand liep hij een Europees indoorrecord op de mijl met een tijd van 3.49,46 in New York. 
Bij de Europese kampioenschappen indooratletiek 2023 in Istanbul won Gourley zilver op de 1500 meter, achter de Noor Jakob Ingebrigtsen. 
In 2024 werd hij Brits kampioen op de 1500 meter en nam hij deel aan de Olympische Spelen in Parijs, waar hij tiende werd in de finale van de 1500 meter.
In februari 2025 verbeterde Gourley het Britse indoorrecord op de 1000 meter met een tijd van 2.16,74 in Birmingham. Tijdens de Wereldkampioenschappen indooratletiek 2025 won Gourley de zilveren plak en net als tijdens het EK in 2023, weer achter de Noor Jakob Ingebrigtsen.

## Persoonlijke records
| Afstand         | Tijd     | Locatie          | Jaar |
| --------------- | -------- | ---------------- | ---- |
| 800 m           | 1.44,82  | Pfungstadt       | 2022 |
| 800 m (indoor)  | 1.47,04  | Clemson, SC      | 2018 |
| 1000 m (indoor) | 2.16,74  | Birmingham       | 2025 |
| 1500 m          | 3.30,60  | Londen           | 2023 |
| 1500 m (indoor) | 3.32,48  | Birmingham       | 2023 |
| Mijl            | 3.47,74  | Eugene           | 2024 |
| Mijl (indoor)   | 3.49,46  | New York         | 2023 |
| 3000 m (indoor) | 7.48,94  | Fayetteville, AR | 2022 |
| 5000 m          | 13.11,44 | Los Angeles      | 2023 |
| 5000 m (indoor) | 13.16,24 | Boston, MA       | 2022 |

## Prestaties

### 1500 meter
- 2015:  EK U23

| Jaar | Toernooi          | Plaats    | Onderdeel | Resultaat |
| ---- | ----------------- | --------- | --------- | --------- |
| 2015 | EK U23            | Tallinn   | 1500 m    | Brons     |
| 2019 | WK                | Doha      | 1500 m    | 11e       |
| 2021 | EK indoor         | Toruń     | 1500 m    | 12e       |
| 2022 | WK indoor         | Belgrado  | 1500 m    | 6e        |
| 2022 | EK                | München   | 1500 m    | 8e        |
| 2023 | EK indoor         | Istanbul  | 1500 m    | Zilver    |
| 2023 | WK                | Boedapest | 1500 m    | 9e        |
| 2024 | Olympische Spelen | Parijs    | 1500 m    | 10e       |
| 2025 | WK indoor         | Nanjing   | 1500 m    | Zilver    |